# Пітер Ф. Стівенс
Пітер Френсіс Стівенс — британський ботанік, народився в 1944 році. Він є науковим співробітником Ботанічного саду Міссурі та професором біології Університету Міссурі–Сент-Луїс. Він є членом групи філогенезу покритонасінних рослин, яка створила системи APG, APG II, APG III та APG IV.
Він підтримує веб-сайт APweb, розміщений у Ботанічному саду Міссурі, який регулярно оновлюється з 2001 року, і є корисним джерелом для останніх досліджень філогенії покритонасінних рослин, які дотримуються підходу APG.
Стандартна абревіатура автора P.F.Stevens використовується для позначення науковця як автора при цитуванні ботанічної назви. Він назвав десятки видів, в основному з родин Clusiaceae і Ericaceae, а також описав рід Romnalda (Asparagaceae).